# Shaquille
 (octobre 2022).
Si vous disposez d'ouvrages ou d'articles de référence ou si vous connaissez des sites web de qualité traitant du thème abordé ici, merci de compléter l'article en donnant les références utiles à sa vérifiabilité et en les liant à la section « Notes et références ».
Shaquille est un prénom masculin, porté surtout à Trinité-et-Tobago et aux États-Unis depuis la seconde moitié du XXe siècle et l'émergence des prénoms afro-américains (en).

## Personnalités
- Shaquille O'Neal (1972- ), joueur américain de basket-ball.

Pour les articles sur les personnes portant ce prénom, consulter les listes générées automatiquement pour Shaquille